# Barbie: Công chúa nhạc Pop
Barbie: Công chúa nhạc Pop là một phim hoạt hình giả tưởng hài ca nhạc Mĩ 2012 được sản xuất bởi Rainmaker Animation và Universal Studios Home Entertainment.

## Âm nhạc
- 1. "Here I Am/Princesses Just Want To Have Fun" (thể hiện bởu Tiffany Giardina và Jennifer Waris)
- 2. "I Wish I Had Her Life" (thể hiện bởi Giardina và Waris)
- 3. "To Be A Princess/To Be A Popstar" (thể hiện bởi Giardina và Waris)
- 4. "Perfect Day" (thể hiện bởi Giardina và Waris)
- 5. "Look How High We Can Fly" (thể hiện bởi Giardina)
- 6. "Here I Am (Tori Version)" (thể hiện bởi Waris)
- 7. "Princess and Popstar Finale Medley" (thể hiện bởi Giardina và Waris)
- 8. "Princesses Just Want To Have Fun" (thể hiện bởu Waris)
- 9. "Here I Am (Keira Version)" (thể hiện bởi Giardina)